# James Alison
James Alison (1959) es un teólogo católico y sacerdote británico. Es reconocido por su aplicación de la teoría antropológica de René Girard a teología sistemática cristiana y por su trabajo en cuestiones LGBT.  Es abiertamente gay.

## Biografía
James Alison nació en 1959, hijo de Michael Alison y Sylvia Alison (Haigh). Tiene un hermano y una hermana. En Una fe más allá del resentimiento  describe su trasfondo familiar como "conservador de clase media, inglés, evangélico y protestante". Su padre, Michael Alison (fallecido en 2004), después de dejar la Universidad de Oxford, dedicó algún tiempo a estudiar teología en Ridley Sala y se convirtió posteriormente en un prominente parlamentario conservador (1964–1997) y en el Segundo Comisario de Propiedades de la Iglesia (1987-1997). Alison dejó la Iglesia de Inglaterra a los dieciocho años, para convertirse al catolicismo. Estudió en Blackfriars, en la Universidad de Oxford, y obtuvo el doctorado en teología en la Facultad Jesuita de Teología en Belo Horizonte, Brasil.
Alison fue fraile dominico de 1981 a 1995. Ha vivido y trabajado en México, Brasil, Bolivia, Chile y los Estados Unidos. Actualmente se desempeña como predicador ambulante y conferenciante. Vive en Madrid, España.
Alison dice que su desacuerdo con la enseñanza oficial de la Iglesia católica respecto de la homosexualidad está basada en la doctrina católica sobre la naturaleza, la gracia y pecado original.

## Obra
- Conocer a Jesús, Secretariado Trinitario, Salamanca 1994. ISBN 0-87243-202-5, ISBN 0-281-04641-7 & 0281052220
- El retorno de Abel. Las huellas de la imaginación escatológica, Herder, Salamanca 1999. ISBN 0-8371-6434-6 (También publicado bajo el título que Vive al final Tiempo: Las Últimas Cosas Re-imaginados ISBN 84-254-2097-0)
- The Joy of Being wrong. Original Sin through Easter Eyes, Crossroads, New York 1996. ISBN 0-8245-1676-1
- Una fe más allá del resentimiento. Fragmentos católicos en clave gay, Herder, Barcelona 2003. ISBN 0-232-52411-4, ISBN 0-8245-1922-1
- On being liked, DTL, London 2003. ISBN 0-232-52517-X, ISBN 0-8245-2261-3
- Undergoing God. Dispatches from the Scene of a Break-in, Continuum, New York-London, 2006. ISBN 0-232-52676-1, ISBN 0-8264-1928-3
- Broken Hearts and New Creations: Intimations of a Great Reversal, Bloomsbury Academic, New York-London, 2010. ISBN 978-0232527964, ISBN 978-1441107114
- Jesus the Forgiving Victim, Doers Publishing, Glenview IL. 2013. ISBN 978-0-9818123-1-1, ISBN 0-9818123-1-7
- Fé Além Ressentimento - Fragmentos católicos em voz Gay (2010) É Realizações Editora, Brasil[8]
- O Pecado Original à Luz da Ressurreição- Un Alegría de Descobrir-se Equivocado (2011) É Realizações Editora, Brasil[8]